# Ștefan Dragutin
Ștefan Dragutin (în sârbă Стефан Драгутин, în maghiară Dragutin István; c. 1244 - 12 martie 1316) a fost regele Serbiei din 1276 până în 1282. Din 1282, el a condus un regat separat care a inclus nordul Serbiei și (din 1284) banatele maghiare vecine (sau provinciile de frontieră), pentru care a fost numit neoficial „Rege al Sirmiei”. 
A fost fiul cel mai mare al regelui Ștefan Uroš I al Serbiei și al Elenei din Anjou. El a primit, în 1268, titlul de „rege tânăr” ca semn al dreptului său de a-l urma pe tatăl său la tron, după un tratat de pace între Uroš I și Béla al IV-lea al Ungariei, care a fost bunicul soției lui Dragutin, Caterina. El s-a revoltat împotriva tatălui său și l-a obligat să abdice cu ajutor maghiar în 1282. 
Dragutin a abandonat politica centralizatoare a lui Uroš I și a cedat teritorii mari mamei sale în apanaj. După un accident de călărie, el a abdicat în favoarea fratelui său, Ștefan Uroș al II-lea Milutin în 1282, dar a păstrat regiunile nordice ale Serbiei de-a lungul graniței cu Ungaria. Doi ani mai târziu, cumnatul său, Ladislau al IV-lea Cumanul, rege al Ungariei, i-a acordat trei banate,Mačva (sau Sirmia ulterior), Usora și Soli. A fost primul monarh sârb care a condus Belgradul. Cu sprijinul fratelui său, a ocupat și Banatul de la Braničevo în 1284 sau 1285. 
Dragutin a fost, în teorie, vasal atât al fratelui său Ștefan Uroș al II-lea Milutin (pentru teritoriile sale sârbe), cât și al monarhilor maghiari (pentru cele patru banate), dar și-a condus ținuturile sale ca un conducător independent din anii 1290. Conflictele sale cu Milutin s-au transformat într-un război deschis în 1301 și a făcut frecvent raiduri împotriva domnilor maghiari vecini din 1307. Majoritatea nobililor sârbi l-au sprijinit pe Dragutin, dar a fost forțat să facă pace cu Milutin după ce mercenarii lui Milutin l-au învins în 1311 sau 1312. Înainte de moartea sa, a intrat într-o mănăstire și a murit sub numele de călugărie Teoctist. În calendarul ortodox sârb, Dragutin este venerat pe 12 noiembrie sau 30 octombrie (stil vechi și stil nou).     
Dragutin a devenit călugăr si a adoptat numele de Teoctist cu putin timp înainte de moartea sa. În timp ce își dădea sufletul, el a declarat că nu poate fi venerat ca un sfânt, potrivit biografiei arhiepiscopului Danilo al II-lea. A murit la 12 martie 1316. A fost înmormântat în Mănăstirea Đurđevi Stupovi. Este considerat cel de-al doilea ctitor al mănăstirii, care a fost construită de străbunicul său, Ștefan Nemanja.